# Hank Aaron
Henry Louis "Hank" Aaron (5. února 1934, Mobile, Alabama, USA - 22. ledna 2021, Atlanta, Georgia) byl americký baseballista. Dosáhl pálkařského průměru 305, zaznamenal 3771 odpalů a 755 homerunů, což byl v Major League Baseball 33 let rekord.
Na profesionální úrovni působil v letech 1954-1976, hrál za dva kluby Milwaukee/Atlanta Braves (1954–1974) a Milwaukee Brewers (1975–1976). Za tu dobu byl ve všech sezónách, tedy 25krát, vybrán do týmu all-stars, což je dosud rekord. Jednou vyhrál Světovou sérii (1957).
Nosil na zádech číslo 44, které bylo na jeho počest navždy vyřazeno ze sady dresů v klubech Atlanta Braves i Milwaukee Brewers. Měl přezdívku The Hammer (Kladivo) nebo Hammerin' Hank (Kladivoun Hank).
Roku 1982 byl uveden do baseballové Síně slávy. V roce 2002 obdržel vyznamenání Presidential Medal of Freedom. Byl viceprezidentem klubu Atlanta Braves.